# بيع الحصص (اختلال ضال)
«بيع الحصص» (بالإنجليزية: Buyout)‏ هي الحلقة السادسة للموسم الخامس من مسلسل إيه إم سي التلفزيوني الدرامي اختلال ضال. كتبها جينيفر هاتشيسون وأخرجها كولين باكسي، تم بثها على إيه إم سي في 19 أغسطس 2012.

## وصلات خارجية
- «بيع الحصص» على إيه إم سي (بالإنجليزية)
- «بيع الحصص» على قاعدة بيانات الأفلام على الإنترنت (بالإنجليزية)